# Bartolomeo da Rinonico
Bartolomeo da Rinonico, noto anche come Bartholomaeus Pisanus, Bartholomaeus de Rinonichis o de Arnonico (Pisa, 1338 circa – Pisa, 4 novembre 1401), è stato un religioso italiano, dichiarato beato dalla Chiesa cattolica.
Fra' Bartolomeo da Rinonico nacque intorno al 1338 dalla nobile famiglia pisana De Rinonichis, nome legato alla località omonima posta sul Fosso Rinonico tra Pisa e Fornacette, avamposto difensivo della Repubblica di Pisa.
Nel 1352 entrò a far parte dell'ordine francescano di Pisa.
Nel 1382 scrisse il De vita et laudibus Beatae Mariae Virginis.
Tra il 1385 e il 1390 Bartolomeo scrisse il De conformitate Vitae B. P. Francisci ad Vitam Domini Nostri Jesu Christi  opera in cui l'autore raccontò la vita dell'Ordine Francescano nei primi due secoli. Tale opera divenne oggetto di attacco da parte dei Luterani e dei Giansenisti.
Il suo culto è commemorato il 4 novembre nel Martirologio romano.